# Malta na igrzyskach Wspólnoty Narodów
Malta wystartowała po raz pierwszy na igrzyskach Wspólnoty Narodów w 1958 roku na igrzyskach w Cardiff i od tamtej pory reprezentacja wystartowała na wszystkich igrzyskach, oprócz igrzysk w 1966, 1974 i 1978 roku. Najwięcej medali (2) Malta zdobyła na igrzyskach w Melbourne w 2006 roku.

## Klasyfikacja medalowa
| Igrzyska          | Złoto | Srebro | Brąz | Razem |
| ----------------- | ----- | ------ | ---- | ----- |
| 1958 Cardiff      | 0     | 0      | 0    | 0     |
| 1962 Perth        | 0     | 0      | 0    | 0     |
| 1970 Edynburg     | 0     | 0      | 0    | 0     |
| 1982 Brisbane     | 0     | 0      | 0    | 0     |
| 1986 Edynburg     | 0     | 0      | 0    | 0     |
| 1990 Auckland     | 0     | 0      | 1    | 1     |
| 1994 Victoria     | 0     | 0      | 0    | 0     |
| 1998 Kuala Lumpur | 0     | 0      | 0    | 0     |
| 2002 Manchester   | 0     | 0      | 1    | 1     |
| 2006 Melbourne    | 0     | 1      | 1    | 2     |
| 2010 Nowe Delhi   | 0     | 0      | 0    | 0     |
| Razem             | 0     | 1      | 3    | 4     |

### Według dyscyplin
| Dyscyplina  | Złoto | Srebro | Brąz | Razem |
| ----------- | ----- | ------ | ---- | ----- |
| Strzelectwo | -     | 1      | 2    | 3     |
| Judo        | -     | -      | 1    | 1     |
| Razem       | 0     | 1      | 3    | 4     |